# Kitty (rapper)
Kathryn-Leigh Beckwith (Plantation, 25 de fevereiro de 1993), conhecida por seu nome artístico Kitty (estilizado como ♡kitty♡), é uma rapper, cantora, compositora, produtora, artista visual e empreendedora estadunidense com base em Daytona Beach, Flórida. Kitty iniciou sua carreira musical ainda na adolescência, publicando músicas independentes na sua página do Tumblr utilizando o nome de Kitty Pryde.
Entre os anos de 2011 e 2014, Kitty lançou várias músicas e extended plays. Em maio de 2012, publicou no YouTube um clipe de vídeo caseiro para a sua música Okay Cupid; a canção então viralizou e a Rolling Stone classificou o hit como sendo uma das "50 melhores músicas de 2012". Mais tarde naquele ano, Kitty afiliou-se ao rapper Riff Raff na produção da música Orion's Belt.